# Drapeau de la Tchéquie
L'utilisation appropriée du drapeau de la Tchéquie et des autres emblèmes nationaux est définie par la loi 3/1993 Sb. modifiée par la loi 154/1998 Sb. et finalisée par la loi 352/2001 Sb.

## Description

En position verticale.

Détails.

Le drapeau tchécoslovaque puis tchèque est composé de trois couleurs : bleu, blanc et rouge, couleurs panslaves adoptées à la convention panslave 1848.

## Histoire

Drapeau du margraviat de Moravie jusqu'en 1918.
Drapeau du royaume de Bohême jusqu'en 1918.

Drapeau de la Tchécoslovaquie entre 1918 et 1920.
Drapeau du Protectorat de Bohême et Moravie (1939-45).
Drapeau de la Tchécoslovaquie puis de la République tchèque.

Tout comme la Pologne voisine, les couleurs historiques du pays sont le rouge et le blanc. Au moment du Printemps des Peuples naît l'idée du panslavisme, dont l'impact est de compléter le drapeau bicolore initial qui était celui de la couronne de Bohême avec du bleu. Plusieurs histoires circulent à ce sujet – l'une parle des couleurs de la Slovaquie, l'autre de l'adoption de celles du drapeau de la Russie, lui-même tricolore.
Avec la déclaration d'indépendance de la Tchécoslovaquie en octobre 1918, se pose la question des emblèmes nationaux à utiliser pour représenter la toute nouvelle république dans le monde et unifier les deux pays slaves. Une commission spéciale est alors créée, sous la houlette du professeur d'université G. Friedrich en 1919 pour proposer, entre autres emblèmes, un nouveau drapeau.
La solution finalement choisie est celle du drapeau bicolore historique de la Bohême avec un coin bleu qui avance jusqu'au tiers du drapeau. Après modifications, le coin s'avance jusqu'au milieu du drapeau. La chambre des députés approuve cette version finale le 30 mars 1920 à 18 h 45.
Le drapeau tchèque cesse d'être utilisé lors de l'occupation allemande : le protectorat de Bohême-Moravie (1939–1945) a curieusement choisi de ressusciter les couleurs panslaves.
À la disparition de la Tchécoslovaquie, la République tchèque a repris le drapeau tchécoslovaque en tant qu'État héritier. Cette décision allait cependant à l'encontre des accords de séparation entre les parties tchèque et slovaque tels que négociés par leurs représentants politiques respectifs . Pour conserver une sorte d'intégrité historique du symbolisme des couleurs, le bleu fut interprété comme la couleur de la Moravie qui l'avait parfois adoptée comme étendard sur les champs de bataille.